# Questura

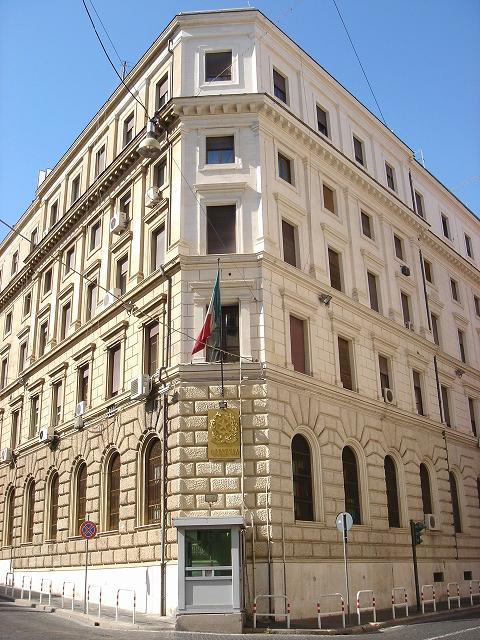
La questura di Roma

La questura, in Italia, è un ufficio del dipartimento della pubblica sicurezza con competenza provinciale, alle dipendenze del Ministero dell'interno. È retta da un questore.

## Competenze e funzioni
Compito primario della questura è assicurare il mantenimento dell'ordine pubblico e della sicurezza pubblica nell'ambito della rispettiva provincia o città metropolitana. Per il conseguimento di tale fine, viene svolta una costante attività di prevenzione e repressione dei reati.
Esercita inoltre diverse funzioni amministrative, come ad esempio pratiche relative alla licenza di porto d'armi, rilascio del passaporto, pratiche riguardanti gli immigrati extracomunitari, emissione di Daspo.

## Organizzazione

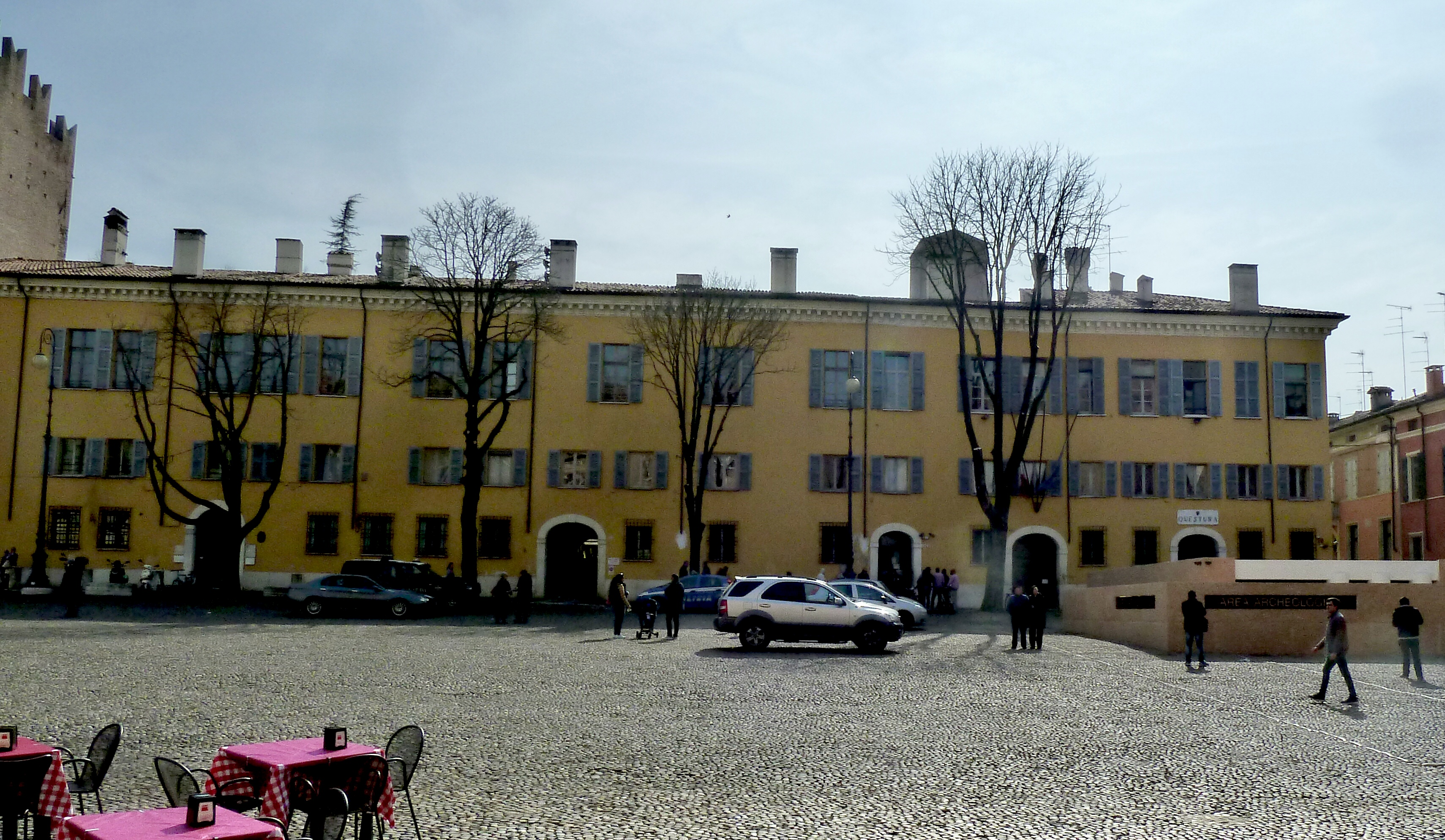
Questura di Mantova

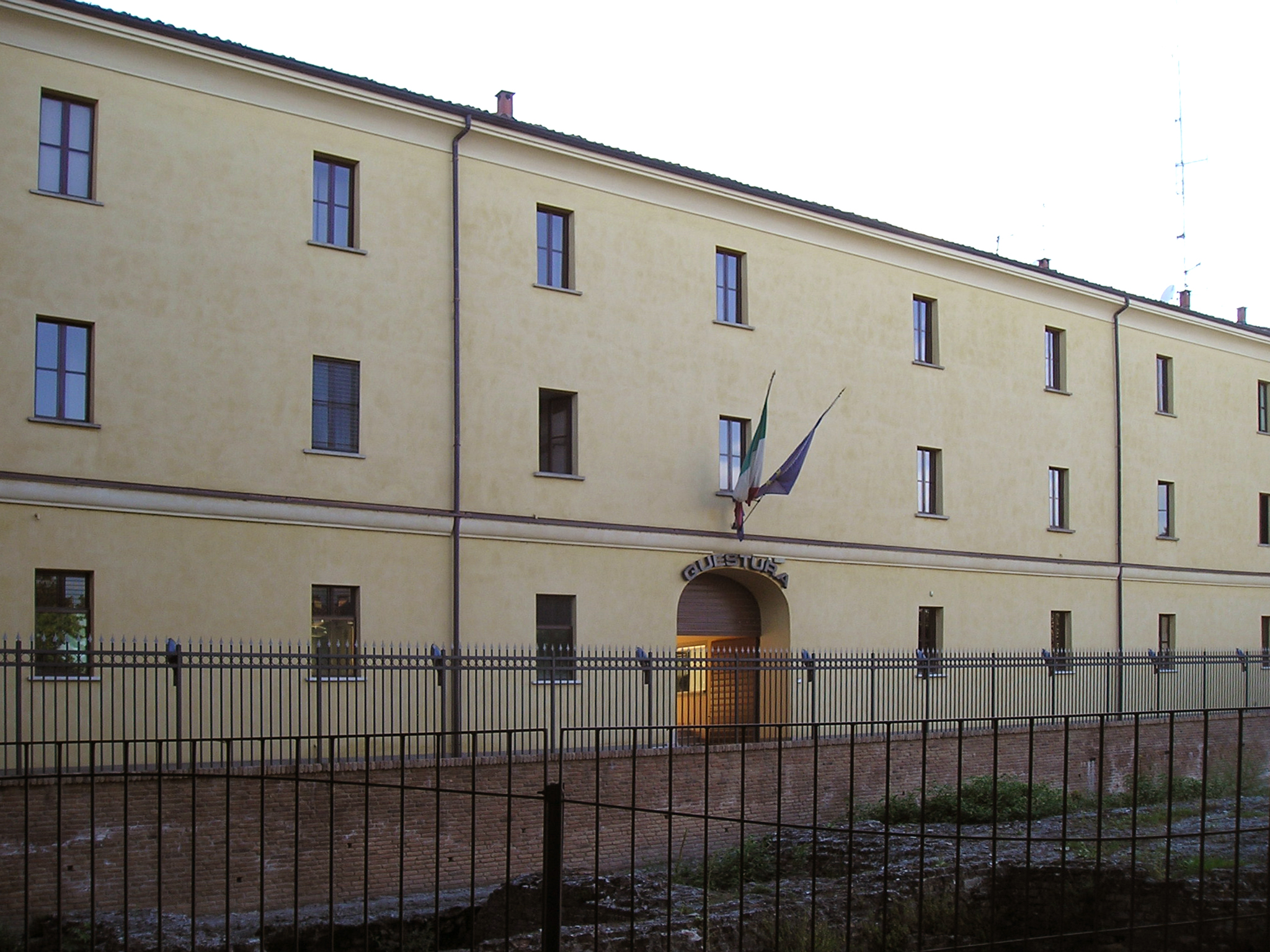
Il Castello Visconteo di Lodi, oggi trasformato nella questura di Lodi

La struttura delle questure - definita tramite il decreto ministeriale del 16 marzo 1989 - punta all'efficienza e all'operatività del servizio a tutela e difesa del cittadino e prevede due divisioni: la polizia anticrimine e la polizia amministrativa e sociale.
In ogni provincia italiana (ad eccezione della recente provincia del Sud Sardegna), il vertice dell'amministrazione della pubblica sicurezza è il questore, al quale è affidata la direzione, la responsabilità e il coordinamento tecnico-operativo dei servizi di ordine e sicurezza pubblica, oltre che l'impiego delle forze di polizia a sua disposizione. Il questore esercita anche tutte le attività proprie della polizia di sicurezza e della polizia amministrativa, che si concretizzano in atti quali ordinanze, diffide, permessi, licenze, autorizzazioni.
Sul territorio, nei piccoli comuni e nei quartieri delle grandi città, i commissariati di pubblica sicurezza costituiscono vere e proprie appendici della questura, concepiti quali presidi territoriali di polizia per realizzare l'attività di prevenzione, investigazione e contrasto della criminalità, adeguandola alle condizioni della sicurezza in specifiche aree del territorio e, soprattutto, per determinare un controllo sempre più pianificato, armonico e organizzato.